# 만엔
만엔(万延(萬延), まんえん)은 일본의 연호(元号) 중 하나이다.
- 전후 : 안세이(安政) 이후 - 분큐(文久) 이전.
- 시기 : 1860년~1861년
- 천황 : 고메이 천황
- 쇼군 : 에도 막부의 도쿠가와 이에모치

## 개원(改元)
- 안세이 7년 3월 18일(1860년 4월 8일), 에도 성 화재와 사쿠라다몬가이 사건 등 재난을 이유로 개원.
- 만엔 2년 2월 19일(1861년 3월 29일), 분큐로 개원된다.

「만엔」 개원을 한 1860년의 다음 해는 신유년이었는데, 당시 일본의 관습상 신유년 2월에는 반드시 개원을 해야만 했다. 때문에 조정과 막부의 일부에선, 이번에 개원을 하고 1년도 안되어 또 개원을 하는 것은 적절치 못하다며 「만엔」 개원에 이론을 제기했다. 하지만 구로후네의 내항 이래 국내 혼란에 위기감을 느낀 고메이 천황의 강력한 의지로 개원이 성사되었다고 한다.

## 출전
『후한서・마융전』의 「豊千億之子孫、歴万載而永延」.

## 만엔 시기에 일어난 일
- 원년
  - 고힌에도카이소레이(五品江戸廻送令, 1860년에 발령된 무역통제법령).
  - 가즈노미야 지카코가 천황의 명으로 쇼군가에 시집을 가다.

## 서력과의 대조표
| 만엔 | 원년   | 2년    |
| ---- | ------ | ------ |
| 서력 | 1860년 | 1861년 |
| 간지 | 경신   | 신유   |

## 같이 보기
- 일본의 연호 일람

| 이전 안세이 | 일본의 연호 1860년 ~ 1861년 | 다음 분큐 |